# انقلاب فرانسه
انقلاب فرانسه یا انقلاب کبیر فرانسه (۱۷۹۹–۱۷۸۹) دوره‌ای از دگرگونی‌های اجتماعی-سیاسی در تاریخ سیاسی فرانسه و اروپا به دست مردم فرانسه بود. این انقلاب، یکی از چند انقلاب مادر در طول تاریخ جهان است که پس از فراز و نشیب‌های بسیار، منجر به تغییر نظام سلطنتی به جمهوری دموکراتیکی فرانسه و ایجاد لائیسیته شد.
پس از انقلاب فرانسه در ساختار اجتماعی، روشنفکران حکومتی فرانسه، که پیش از آن سلطنتی با امتیازات فئودالی برای طبقه اشراف بود، تغییرات بنیادی در ابتدا به صورت امپراتوری دیکتاتوری نظامی و سپس در شکل‌های مبتنی بر اصول امپریالیسم، جدایی دین از سیاست، سرمایه‌داری، رشد برده داری در کنار مافیای مالی، روشن‌گری، ملی‌گرایی دموکراتیک، نظامی گری، استثمار و استعمار جدید در کنار حقوق شهروندی پدید آمد.
با این حال این تغییرات با آشفتگی‌های خشونت‌آمیزی شامل اعدام‌ها و سرکوبی‌ها در طی دوران حکمرانی وحشت و جنگ‌های انقلاب فرانسه همراه بود. وقایع بعدی که می‌شود آن‌ها را به انقلاب فرانسه ربط داد شامل: جنگ‌های ناپلئونی و بازگرداندن رژیم سلطنتی و دو انقلاب دیگر که فرانسه امروزی را شکل داد است.
برخی معتقدند که اولین جرقه انقلاب، یورش به باستیل بود و در آن زمان نیز مردم هنوز به براندازی سلطنت فکر نمی‌کردند و برخی آغاز آن را ماه مه ۱۷۸۹ می‌دانند. پایان آن را ۱۷۹۵ یا ۱۷۹۹ می‌دانند و برخی سال ۱۸۰۴ که ناپلئون اعلام امپراتوری نمود و گاهی تمام دوره ناپلئون را تا ۱۸۱۵ نیز جزء انقلاب فرانسه می‌آورند ولی اغلب آغاز عصر ناپلئون را پایان دوره انقلاب می‌شمارند.
توکویل، از اندیشمندان هم‌عصر انقلاب، معتقد است که با وجود آن همه تلاش برای وقوع انقلاب، نتیجه کار دموکراسی نبود. شاید به همین دلیل است که وی برخلاف بسیاری، سال ۱۷۸۹ (شروع انقلاب) را سال پایان انقلاب می‌داند. با این حال به نظر بسیاری، انقلاب با سقوط زندان باستیل در سال ۱۷۸۹ آغاز شد. شاه، لوئی شانزدهم، در سال ۱۷۹۳ اعدام شد و سرانجام، در سال ۱۷۹۹ هنگامی که ناپلئون بناپارت به قدرت رسید، انقلاب فرانسه وارد مرحله جدیدی شد که تقریباً تمامی اروپا و نیمی از جهان را به جنگ و خاک و خون کشید.
پس از ناپلئون سلطنت مشروطه به فرانسه بازگشت. سپس دوباره نظام جمهوری جایگزین شد تا این که ناپلئون سوم (برادرزاده ناپلئون)، کودتا نمود و امپراتوری دیگری به راه انداخت. پس از آن جمهوری‌های متعدد شکل گرفت. بدین ترتیب در کم‌تر از یک قرن، بر فرانسه به شکل‌های گوناگونی مانند جمهوری، دیکتاتوری، سلطنت مشروطه و دو امپراتوری متفاوت حکم‌فرمایی شد.

## ریشه‌های انقلاب

### وضعیت کلی کشور

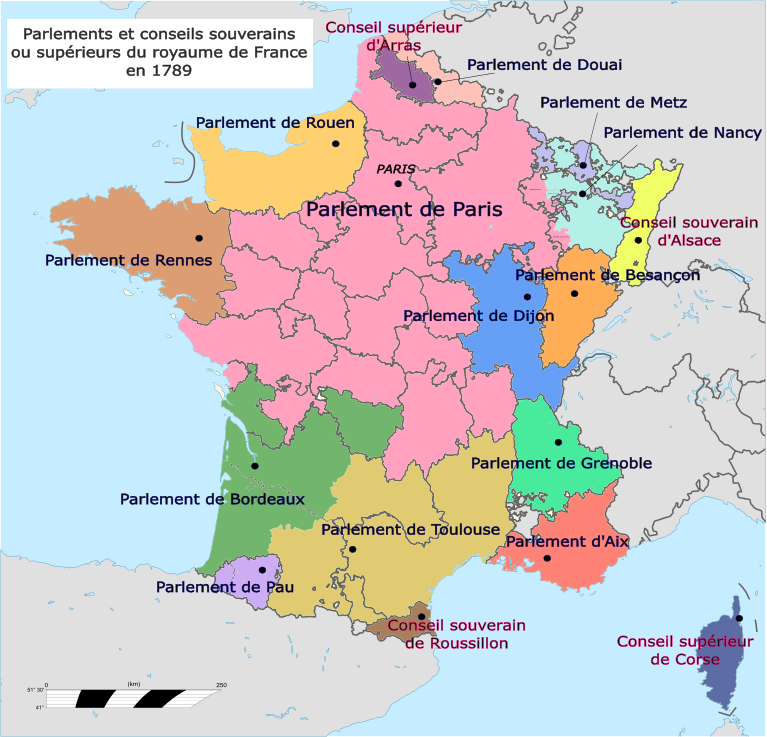
پادشاهی فرانسه و قلمروهای اختصاص داده‌شده به پارلمان‌ها و شوراها در سال ۱۷۸۹. پارلمان‌ها دادگاه‌های خودمختاری بودند که قدرت مقاومت در برابر سلطنت مطلقهٔ فرانسه را داشتند.

قلمروی پادشاه فرانسه در دههٔ ۱۷۷۰، به استثنای مستعمرات، مملکتی به وسعت ۲۷۷٬۲۰۰ مایل مربع و جمعیتی بالغ بر بیست و هفت میلیون نفر بود. کشور تقسیمات اداری و سیستم‌های حقوقی پیچیده‌ای داشت که در طول قرن‌ها حکومت فئودالی شکل گرفته بودند. قالی چندرنگ متشکل از ۳۹ استان با وسعت و مرزهای متفاوت، ۳۶ حوزهٔ عمومی، ۱۳ حوزهٔ قضایی تحت سلطهٔ پارلمان‌ها، ۱۸ استان کلیسایی و ۱۳۶ اسقف‌نشین بود. از نظر اقتصادی، فرانسه به دو بخش مناطق ساحلی مرفه‌تر که در تجارت فرادریایی و فعالیت‌های مستعمراتی دخیل بودند و مناطق داخلی با ارتباطات و حمل و نقل ضعیف که بیشتر مردمش از کشاورزی امرار معاش می‌کردند، تقسیم شده بود. اکثریت قریب به اتفاق جمعیت را دهقانان تشکیل می‌دادند که تحت انقیاد امتیازات ارباب‌رعیتی، عشر، و دیگر حقوق فئودالی بودند؛ حقوقی که در برخی نقاط تا ۲۵٪ محصول و درآمد آن‌ها را برای ارباب جدا می‌کرد. روش‌های کشاورزی کهنه و بر کشت دیمی متکی بودند و با تولید پایینشان، تنها در مناطقی که آذوقهٔ شهرها را تأمین می‌کردند، بازدهی تجاری می‌داشتند. صنعت، کوچک و روستایی بود و توسط اصناف در شهرها و نظام کارفرمایی پراکنده در روستاها اداره می‌شد. متفکران عصر روشنگری روش‌های نوین کشاورزی را ترویج می‌دادند، اما تأثیر عملی اندکی داشت.
فقر مشکل عظیمی بود؛ میلیون‌ها نفر در سطح معیشتی «بخور و نمیر» زندگی می‌کردند و خیابان‌ها و جاده‌ها مملو از گدایان بودند. شورش‌های نان، ناشی از افزایش قیمت غلات، تهدید عمده ای برای نظم عمومی بود و در دهه ۱۷۶۰ و ۱۷۷۰ در بسیاری از شهرها رخ می‌دادند. نوزادان به‌طور گسترده توسط والدینشان رها می‌شدند و رشد سریع شهرنشینی، فقر را متمرکز کرده و مشکلات بیکاری، بی‌خانمانی و جرم و جنایت را تشدید کرده بود. صنعتگران ماهر در اصناف سلسله مراتبی سازمان‌دهی شده‌ای قرار داشتند که دسترسی به حرفه‌ها را کنترل می‌کردند و اجازهٔ ورود عموم را نمی‌دادند. محدودیت‌های اصناف در حال از بین رفتن بود که منجر به شورش و اعتصاب اعضای قدیمی که قصد دست کشیدن از امتیازات خویش را نداشتند، می‌شد. خدمتکاران بخش عمده‌ای از نیروی کار را تشکیل می‌دادند، اما در موقعیتی زیردستِ کارفرمایان زندگی می‌کردند. اقلیت کوچک دهقانان مرفه مناصب و مقامات رهبری روستا را در دست داشتند. روستاییان در برابر ظلم اربابان با یکدیگر متحد بودند، اما تنش‌هایی نیز بین اکثریت فقیر و اقلیت مرفه وجود داشت.

### زمینه‌های فرهنگی و اجتماعی
رابطهٔ بین فلسفهٔ عصر روشنگری، فرهنگ کتاب‌خوانی وقت و انقلاب فرانسه پیچیده‌است. فرانسه در این زمان کشوری بود که معماری، مد و زبانش بر اروپا سلطه داشتند و کاخ ورسای به عنوان نماد شکوه سلطنتی دیده و تقلید می‌شد. متفکران عصر روشنگری باور داشتند که پیشرفت از طریق منطق و عقلانیت می‌تواند سبب بهبود عملکرد نهادهای بشری شود. ولتر تجسم چنین دیدگاهی بود و تجربه‌گرایی و مبارزه با تعصب را ترویج می‌کرد. مونتسکیو در روح‌القوانین خود (۱۷۴۸) به بررسی استبداد پرداخته و روش‌های ایده‌آل‌های حکمرانی با قوای مستقل را ترسیم کرده بود. آنسیکلوپدی (۱۷۵۱–۶۵) با وجود تمام تلاش‌ها برای سانسورش، علوم عصر را گردآوری و روح انتقادی عصر روشنگری را در معرض دسترسی همگان قرار داد. روسو خوش‌بینی فلاسفهٔ روشنگری دربارهٔ پیشرفت را نقد و استدلال نمود که تمدن، ذات نیک و طبیعی بشر را فاسد کرده‌است. آزار اقلیت پروتستان در کاهش اعتبار کلیسای کاتولیک مؤثر افتاد. شورش مستعمرات آمریکایی علیه بریتانیا، شوری میان فرانسوی‌ها برانگیخت و اصول و نهادهای لیبرال کشور تازه تأسیس ایالات متحدهٔ آمریکا برای مردم خیال‌انگیز می‌نمود.
در قرن هجدهم، کتاب‌ها وسیله اصلی برای انتشار ایده‌های روشنگری بودند. با این حال، تعیین اینکه کدام کتاب‌ها نقش پررنگ‌تری داشتند دشوار است، زیرا بسیاری از متون سانسور و ممنوع می‌شدند و کتابخانه‌داران و صاحبان آثار رادیکال آن‌ها را پنهان می‌کردند. بخش زیادی از آن کتب رایج از خارج وارد می‌شدند تا از سانسور دور بمانند. خوانندگان عمدتاً اشراف، روحانیون و بورژوازی بودند. کتابخانه‌های اشتراکی و تالارهای مطالعه از ۱۷۵۹ به بعد ظهور کردند و منجر به تسهیل دسترسی به این آثار شدند. آمارهای تجاری رابرت دارنتن نشان می‌دهد که تقاضا هم برای فیلسوفان عصر روشنگری مانند ولتر و دولباخ، و هم برای آثار مجادله‌آمیز ضد روحانیت که ممکن است به «تقدس‌زدایی» از نظام پادشاهی کمک کرده باشند، وجود داشته‌است. دارنتن استدلال می‌کند که گروه دوم ایده‌های رادیکال را به شکل همه‌فهمی ارائه می‌کردند، اما میزان مخاطبان آن‌ها در میان طبقات پایین مشخص نیست. مطالعهٔ دیجیتال جدیدی توسط انتشارات اس‌تی‌ان سوئیس نشان می‌دهد که فیلسوفان کماکان محبوب‌ترین بودند، اما فرانسوی‌ها علاقه‌ای بسیار به آثار آزاداندیشانه و از نظر مذهبی بدعت‌آمیز داشتند. با این حال، فروش این آثار پیش از دهه ۱۷۸۰ به اوج خود رسیده بود و در سال‌های منتهی به انقلاب، آثار سیاسی جدی رشد بیشتری تجربه کردند.
در آستانهٔ انقلاب، بازار کتاب گسترش یافت، اما در خود دورهٔ انقلاب، رسائل سیاسی و روزنامه‌ها جای کتاب‌ها را گرفتند. آمارها نشان می‌دهند که تعداد رسائل سیاسی از ۳۱۲ عدد در اوایل دهه ۱۷۸۰ به بیش از ۳٬۰۰۰ عدد در سال ۱۷۸۹ رسیده بود. همزمان، تعداد مشترکان روزنامه‌های پاریسی نیز به شدت افزایش یافت که منجر به کاهش درآمد ناشران شهرستانی و سوئیسی شد. پس از ۱۷۸۹، ناشران پاریسی روزانه ۳۰۰٬۰۰۰ نسخه از روزنامه‌های انقلابی چاپ می‌کردند. روزنامه‌نگاری مبتنی بر مقاله سیاسی بیشترین محبوبیت را داشت و موفق‌ترین روزنامه‌نگاران انقلابی نظیر مارا و بریسو به بازیگران سیاسی مهمی تبدیل شدند.
متفکرانی نظیر ولتر با قوانین سختگیرانه و مجازات‌های بی‌رحمانه مخالف بودند و از آن‌ها انتقاد می‌کردند. آنان خواستار مجازات‌های ملایم‌تری بودند. دولت شکنجه را در سال ۱۷۸۰ ممنوع کرد اما انتظار تغییرات بزرگ‌تری می‌رفت. در اواسط دههٔ ۱۷۸۰، رسوایی‌های بیشتری عیوب نظام قضایی را برجسته کردند. اصول اومانیستی، رویکردهای علمی و آثار انتقادی فلسفی میان قشر تحصیل کرده جای خود را پیدا کرده بود. یسوعیان تا انحلالشان در سال ۱۷۷۳ بر نظام آموزشی حاکم بودند، اما بعد از آن تاریخ، نهادهای آموزشی متنوع‌تری جایشان را گرفت. دانشجویان همچنان تعلیم کلاسیک لاتین و عقاید کاتولیک می‌دیدند، اما تدریس علوم تجربی نیز آغاز شده بود. سلسله‌مراتب و نهادهای بسته با عقلانیت، طبیعت و منافع اجتماع در تضاد دیده می‌شدند و تا دههٔ ۱۷۸۰، سیاست‌های دولت در زمینهٔ سانسور، مذهب و قانون به‌طور فزاینده ای با فضای فکری عصر در تضاد بودند. افکار عمومی روشن‌فکر تغییر می‌خواستند.

### تحولات اقتصادی و جمعیتی
ریشه‌های انقلاب فرانسه به‌طور گسترده‌ای توسط مورخان مورد بحث و بررسی قرار گرفته‌است. برخی مانند جان رابینسون از توطئه‌ای توسط ایلومیناتی باواریا سخن گفته‌اند، حال آن که دیگرانی چون بارناوه آن را حاصلِ تغییرات اقتصادی بلندمدت می‌دیدند. مورخان سوسیالیست نظیر سوبول این انقلاب را پیروزی بورژوازی بر فئودالیسم و ظهور سرمایه‌داری می‌یافتند. اما تاریخدانان ریویزیونیست مانند کوبن این نظریه را به چالش کشیده و معتقدند که انقلاب فرانسه امری سیاسی بود، نه اجتماعی. این بحث تا دویستمین سالگرد انقلاب فرانسه در سال ۱۹۸۹ فروکش کرده بود و فضایی برای تجزیه و تحلیل بی‌طرفانه‌تری پدید آمده بود. به گفتهٔ سیلوا مارزالی، اگر این انقلاب را نه سرنوشتی محتوم، بلکه همگرایی خواسته‌های گروه‌های مختلف در زمان بحران نگریست، می‌توان توضیح بهتری برای ریشه‌های آن ارائه کرد.
به لحاظ جمعیتی، فرانسه از ۲۲ میلیون نفر در سال ۱۷۱۵ به ۲۸ میلیون نفر در سال ۱۷۸۹ رسیده بود. این رشد کمتری نسبت به سایر نقاط اروپا بود. مرگ و میر، به‌ویژه مرگ و میر نوزادان و کودکان، کاهش یافته بود که باعث افزایش امید به زندگی شد. این امر منجر به بروز تنش‌های اجتماعی ناشی از مهاجرت و شهرنشینی گردید. مردمان آن عصر نگران کاهش جمعیت بودند، ولی آماردانانی مانند موهو با استفاده از اسناد کلیسایی نشان دادند که جمعیت رو به رشد بوده‌است. پیشرفت‌های اقتصادی به فرانسه اجازه داده بود از بحران‌های مالتوسی—پیشی گرفتن رشد جمعیت از تولید غذا—اجتناب کند. نسل‌های جوانتر احساس می‌کردند که لیاقت زندگی بهتری دارند.
از نظر اقتصادی، بخش‌هایی از فرانسه شاهد صنعتی پویا و تجارت ثروت‌آفرین بودند که نخبگان را در طبقات اجتماعی مختلف از طریق منافع مشترک پیوند می‌داد. اما منافع اقتصادی متفاوت بودند و بسیاری از گروه‌های ممتاز در برابر اصلاحاتی که تهدیدی برای درآمدهای حاصل از زمین، تعهدات فئودالی، دفاتر وکالتی و غیره بود، مقاومت می‌کردند. اوضاع مالی دولت در سال ۱۷۸۹ با وجود رونق اقتصادی، ناگوار بود و این مسئله پادشاه را مجبور کرد تا مجلس طبقات را فراخواند. امید به اصلاحات از این تصمیم برانگیخته شد. قیمت محصولات کشاورزی رو به افزایش بود و مالکان زمین با افزایش نرخ اجاره‌ها ثروت اندوزی می‌کردند، ولی مستأجران و کارگران مزدی فقیر می‌شدند زیرا قیمت‌ها سریع‌تر از حقوق‌ها افزایش می‌یافت. کمبود غلات در سال ۱۷۸۹ با بن‌بست سیاسی همزمان و باعث ناآرامی‌هایی در روستاها شد. در ۴ اوت، اشراف از امتیازات فئودالی خود صرف‌نظر و به‌طور ناخواسته ای خصوصی‌سازی سرمایه‌دارانه زمین را تسریع کردند.
شکست در جنگ هفت ساله تحقیر ملی و مالیات‌های سنگین را با خود آورد. وزراء در جستجوی اصلاحی ابتدا به سراغ پارلمان‌ها و سپس مکتب جدید «فیزیوکرات‌ها» رفتند. اینان استدلال می‌کردند که آزادسازی کشاورزی جامعه را غنی خواهد کرد، لذا در سال ۱۷۶۳–۴ تجارت غلات آزاد شد. ابتدا تولید محصول افزایش یافت، اما کاهشش در اواخر دههٔ ۱۷۶۰ و کمبودهای غذایی منجر به انتقاد از این اصلاحات شد. صنعت فرانسه، علیرغم رقابت با بریتانیا پس از معاهدهٔ ۱۷۸۶ ایدن، رو به رشد بود. بیکاری و افزایش قیمت نان از پیامدهای این رقابت بود که شورش‌هایی برانگیخت. تجارت از طریق یکپارچه‌سازی بازار و صادرات به مستعمرات رشد می‌کرد ولی جنگ‌ها برای حفظ نظام استعماری هزینه‌های مالی گزافی بر روی دست سلطنت می‌گذاشت. در مجموع، اگرچه نتایج انقلاب به نفع سرمایه‌داری بود، اما این امری از پیش تعیین‌شده نبود. تکامل و تحول جمعیتی و اقتصادی بلندمدت، طبقه‌ای نخبه و تنش‌هایی ایجاد کرد که همگرایی آن با بحران‌های کوتاه‌مدت در سال ۱۷۸۹ منجر به انقلاب سیاسی غیرمنتظره‌ای شد.

### بورژوازی و سرمایه‌داری
پارادایم مارکسیستی که انقلاب فرانسه را بر اساس مبارزهٔ طبقاتی و محصول ظهور بورژوازی می‌دید، تا دهه‌های ۱۹۶۰ و ۱۹۷۰ بر مطالعات تاریخی این دوره تسلط داشت. سپس مورخان ریویزیونیست مانند کوبَن این دیدگاه را به چالش کشیده و استدلال کردند که بورژوازی از نظر سیاسی ضعیف و از نظر اقتصاد نسبت به انگلستانِ صنعتی عقب مانده بود. این مورخان نخبگان فرانسه را نه طبقات متخاصم، بلکه یک طبقهٔ مرفه درحال وحدت می‌دیدند. تا دهه ۱۹۸۰، «انقلاب بورژوائی» بودن انقلاب فرانسه به ادعایی احمقانه تبدیل شده بود.
در تحقیقات جدیدتر، محققان اقتصادِ آن عهد فرانسه را رو به رشد اما متمرکز بر سرمایه‌داری تجاری—و نه صنعتی—ارزیابی می‌کنند. بورژوازی از طریق تجارت، خرید مشاغل و خرید زمین ثروتمندتر می‌شد. آن‌ها دوست می‌داشتند از طریق کسب مشاغل دولتی یا ازدواج با زنان نجیب‌زاده، به طبقهٔ اشرافیت ملحق شوند، اما نجبای کهن به دیدهٔ تحقیر به آنان می‌نگریستند می‌شدند. تجارت فرامرزی رونق گرفته بود، تلاش برای به حداکثر رساندن سود برده‌داری را به پیش می‌برد و تغییرات شگرف در زندگی روزمرهٔ حاکمان و مردم عادی به وجود آمده بود. آنان حالا دارایی‌های بیشتر و متنوع‌تری می‌داشتند و سطح رفاهشان افزایش پیدا کرده بود. موضوعی که «انقلاب مصرف‌گرایانه» توصیف شده‌است. محققان اکنون تنش‌های بین این مصرف‌گرایی جدید و سلسله مراتب رژیم قدیم را برجسته می‌کنند؛ «زنجیرهٔ بزرگ حیات» —اصطلاحی برای توصیف نظام قدیم با پادشاه در رأس آن—حالا توسط «زنجیرهٔ بزرگ خرید» به چالش کشیده و تضعیف می‌شد. برخی محققان بحران مالی که منجر به تشکیل مجلس طبقات شد را حاصل وام‌های فرانسه برای تأمین مالی جنگ‌ها برای محافظت از منافع اقتصادی جهانی خویش مرتبط می‌دانند. بدهی‌های غیرقابل پرداختی که اعتماد به نظام پادشاهی را از بین برده بود.
باری، علیرغم رشد اقتصادی و سه برابر شدن طبقه بورژوازی، بازرگانان در سال ۱۷۸۹ و با ظهور بحران، فاقد ابتکار عمل سیاسی و صدایی رسا بودند. عطف به این مسئله، ۵۶ نهاد تجاری خواستار داشتن نمایندگانی مجزا و منحصر به طبقهٔ تجار در مجلس طبقات شدند. این امری بی‌سابقه بود. ایشان درخواست خودشان را اینگونه توجیه کردند که شرایط اقتصادی تغییر کرده‌است. وزارتخانه درخواست آن‌ها را رد کرد، گرچه بورژوازی به لابی‌گری—به عنوان یک استراتژی نوظهور—روی آورد. لحن رادیکال آن‌ها احتمالاً مسبب تثبیت تصورات از بورژوازی به عنوان طبقه‌ای خودخواه بوده‌است. این واقعه همچنین نشان می‌دهد که بورژوازی در این زمان دارای هویت سیاسی مشخص خود بوده‌است.

### اشراف
اشراف فرانسه در آستانهٔ انقلاب یک گروه اجتماعی عمیقاً چندپاره و فاقد انسجام و وحدت بودند. اشراف فقیر به حرفه‌های نظامی متکی بودند و جایگاه‌های ممتاز در انحصار نخبگان جامعه بود. تا دههٔ ۱۷۸۰، چندین ملاک متفاوت برای تقسیم این طبقه اجتماعی به وجود آمده بود: شهری در مقابل روستایی، درباری در مقابل استانی، اشراف «ردا» در مقابل اشراف «شمشیر»، تازه واردان در مقابل خانواده‌های قدیمی، اشراف غیروابسته به مناطق مشخص در مقابل اشراف ریشه دار محلی، فیلوسوف‌ها در مقابل ارتجاعیون و غیره. این تقسیمات بازتاب دهندهٔ تنوع و سردرگمی فزاینده در مورد معنای خود «اشرافیت» هم بود. فروش مقام و مناصب باعث گسترش عظیم این طبقه شده بود و فقط در قرن ۱۸ بیش از ۵۰٬۰۰۰ فرد جدید ایجاد به طبقهٔ اشراف پیوسته بودند. این امر منجر به انتقادات معاصران شده بود که می‌گفتند اشرافیت به امری همه گیر تبدیل شده و معنای خود را از دست داده‌است.
در پاسخ به چنین تحولاتی، برخی از اشراف به شجره‌نامه و نسب نامه‌ها روی آوردند تا اینکه نشان دهند به واقع اشرافی هستند. برخی حتی چنین اسنادی را جعل می‌کردند. این شجره نامه‌ها در زمان لوئی چهاردهم به‌طور قانونی وضعیت اشراف را مشخص می‌کردند و متعاقباً سلطنت امتیازاتی مانند مناصب درباری را به کسانی می‌داد که اصل و نسب خود را اثبات کرده باشند. این امر برای خانواده‌های باستانی مورد پذیرش بود اما همچنین باعث مقاومت از سوی اشرافی می‌شد که از رسوخ قدرت دولت مرکزی می‌ترسیدند. این موضوع به خصوص در مناطقی مانند برتانی پررنگ تر بود. همچنین اشراف استانی از ادعاهای نسب و امتیازات باستانی خود برای به چالش کشیدن قدرت دستگاه سلطنت در دهه‌های ۱۷۵۰ و ۱۷۶۰ استفاده می‌کردند.
گروه‌های اصلاح خواه تمایل داشتند تا اشرافیت را فراتر از شجره نامه تعریف کرده و ویژگی‌های اخلاقی را ملاک آن بدانند؛ شرف، میهن‌پرستی و تعهد به خدمت از جمله این صفات بودند. جنگ هفت‌ساله به این امر پویایی بخشید و بسیاری خواهان آن شدند که تا «روحیهٔ نیک» اشراف و فرانسه را از طریق آموزش و پرورش، سلحشوری یا بهبود وضعیت کشاورزی احیا کنند. اما چنین درخواست‌هایی همچنین باعث می‌شد تا فضایل «اشرافی» برای غیراشراف نیز در دسترس باشند. تا دههٔ ۱۷۸۰، کلیشه‌های منفی حول اشرافیت را گرفته بود—دوستداران تجمل، ستمگر در برابر فرودستان، شجره نامه جو، خودخواه و توطئه‌گر. منتقدان تجمل را با فساد اخلاقی در پیوند می‌دیدند، سوءاستفاده از حقوق فئودالی را محکوم و اشراف را متهم به خودخواهی می‌کردند. در برخی پرونده‌ها، شکایت نامه‌های وکلا اشراف را تبهکارانی بی رحم به تصویر کشیده و نخبگان جامعه را مسبب بی عدالتی دانسته‌اند.
با وجود بی‌اعتمادی اشراف به یکدیگر، اکثر آن‌ها معتقد بودند که وجود طبقهٔ اشرافیت خود ضروری است. افرادی چون مونتسکیو اشرافیت را طبقه‌ای می‌دانستند که استبداد پادشاه را به زنجیر می‌کشد و عده دیگری آنان را تجسم فضایل نظامی و اخلاقی می‌یافتند. اما زمانی که پارلمان‌ها در سال ۱۷۸۸ اصرار داشتند تا جایگاهی ویژه را برای اشراف در مجلس طبقات حفظ کنند، این امر اثبات خودخواهی ایشان به نظر رسید. دیگر «آریستوکراسی» به عنوان دشمن مردم دیده می‌شد. در سال ۱۷۸۹، نمایندگان اشرافی رأی‌گیری واحد بین نمایندگان طبقات را رد کردند که باعث تقویت جلوهٔ آن‌ها به عنوان توطئه گران علیه اصلاحات شد.
اشراف که با یکدیگر متفق القول نبودند، نتوانستند با طبقهٔ سوم به‌طور مؤثری همکاری کنند. این موضوع، حداقل در ظاهر، شوم‌ترین اتهاماتی که منتقدان به ایشان وارد می‌کردند را تأیید کرد. رد شدن لایحه «وحدت طبقات» در بهار ۱۷۸۹، عملاً منجر به الغای نظام طبقات شد و اشراف به حدی متحد نبودند که در برابر تغییرات از خود دفاع کنند. تنها پس از سال ۱۷۸۹ بود که آزار و اذیت و تلاش‌ها برای به حاشیه راندن اشراف به آن‌ها انگیزه‌ای برای اتحاد در دفاع از وضعیت خود و بازپس‌گیری برخی از امتیازات از دست رفته داد. اما تصویر عمومی ایشان آسیب دیده بود و به شکلی حیاتی قدرت اشراف را تضعیف کرده بود.

### روحانیون و کلیسا
کلیسای کاتولیک در آستانه انقلاب فرانسه، علی‌رغم بروز نشانه‌های رو به رشد روحانیت ستیزی نزد برخی طبقات نخبه، موقعیت ممتاز خود را در کشور حفظ کرده بود. از مجموع جمعیت حدود ۲۸ میلیون نفر نفوس فرانسوی، بیش از ۹۹٪ به عنوان کاتولیک تعمید داده شده بودند و تنها اقلیت‌های کوچک پروتستان کالوینیست و لوتری و همچنین یهودی در مناطق خاص زندگی می‌کردند. دستگاه روحانیت کاتولیک با حدود ۱۷۰٬۰۰۰ عضو یک نهاد بزرگ مذهبی بود که تا ۴۰٪ اراضی در بخش‌هایی از شمال فرانسه را در اختیار داشت. اسقف‌ها توسط پادشاه از میان نجبا منصوب می‌شدند و مناصب کلیدی دولتی در دستشان بود. کلیسا از طریق امتیازات مالیاتی و «هدایای آزاد» که نهاد سلطنت می‌گرفت، نفوذ سیاسی قابل توجهی اعمال می‌کرد.
در میان مردم عادی، کاتولیسیسم همچنان نقشی حیاتی در زندگی روزمره را داشت. مشارکت در مراسم چهل روزه در مناطق روستایی—بیش از ۸۰٪ جمعیت—تقریباً از سوی همه مردم انجام می‌شد. کتاب‌های مذهبی پرفروش بودند و تقاضا برای کشیش شدن تا حدود سال ۱۷۵۰ بالا بود. با این حال از دهه ۱۷۵۰، جذب روحانیت شدن و استفاده از ادبیات مذهبی در وصیت نامه‌ها نزد نخبگان شهری به شدت کاهش یافت. حملات به روحانیت هم از بیرون و هم از درون کلیسا رو به فزونی گذاشته بود. روحانیون و خود مسیحیت هدف حملات و انتقادات فیلوزوف‌ها در دهه‌های ۱۷۵۰ تا ۱۷۶۰ بودند. قضاتِ پارلمان‌ها امتیازات و زمین‌های کلیسا را مورد حمله قرار می‌دادند و مردم را تشویق می‌کردند که عشریه نپردازند. درون کلیسا، یانسنیست‌ها در دههٔ ۱۷۶۰—که مشخص شد یسوعی‌ها به جای پادشاه فرانسه، به پاپ سوگند وفاداری می‌خوردند—به سرکوب آنان کمک کردند و این ضربه‌ای بزرگ بر آموزش مذهبی وارد آورد. نارضایتی در میان کشیشان (اداره کنندگان کلیساهای کوچک) نیز رو به افزایش بود؛ اینان مالیات سنگینی می‌پرداختند ولی صومعه‌ها ثروتمندتر و ثروتمندتر می‌شدند.

### نهاد سلطنت

«دولت یعنی من!» جملهٔ منسوب به لوئی چهاردهم؛ اگرچه سندی برای این نقل قول وجود ندارد، اما سلطنت مطلقهٔ فرانسه در این عهد به اوج خود رسید و این جمله تجلی ایام او محسوب می‌شود.

پادشاهی فرانسه تاریخی به قدمت قرن‌ها، تا عهد کلوویس پادشاه فرانک‌ها در سال ۴۸۶ داشت. سلسلهٔ بوربون توسط آنری چهارم در قرن شانزدهم میلادی بنیان گذاشته شده بود. در طول این قرون، پادشاهان فرانسه به تدریج مناطق مختلفی مثل پروانس و لانگداک را به قلمروی خود الحاق کرده بودند که هر کدام قوانین مخصوص به خود را داشتند. نواحی شمالی تحت قانون عرفی ژرمنی زندگی می‌کردند در حالی که جنوب قانون رومی داشت. در استان‌ها، دادگاه‌های خودمختاری به نام «پارلمان» وجود داشت که اصرار داشتند فرمان‌ها سلطنتی را پیش از برقراری در آن مناطق تأیید کنند و قدرت به تعویق انداختن اجرای آن‌ها را داشتند. این قضات مناصب خود را به صورت موروثی به دست می‌آوردند و عملاً از سلطنت مستقل بودند.
مشخصهٔ نظام سلطنتی فرانسه در قرن ۱۸، خاصه سلطنت لوئی پانزدهم و لوئی شانزدهم، تنش میان دربار و نخبگان ممتاز به خصوص پارلمان‌ها بود. سلطنت خود را دارای قدرت مطلقه می‌دانست اما در عمل تحقق و به کرسی نشاندن ارادهٔ پادشاه بسته به همکاری دربار با طبقات نخبه بود. قدرت سلطنتی در زمان لوئی چهاردهم (حک. ۱۶۴۳–۱۷۱۵) به اوج خود رسید. او دیوانسالارانی را به استان‌ها می‌فرستاد که فاقد ملک و ریشه ای در آن سرزمین‌ها بودند و هرچه داشتند از بخشش پادشاه بود. این وجود، فرانسه کماکان ملغمه ای از نهادهای غیرهماهنگ بود و سلطنت نیاز داشت تا نظر پارلمان‌ها را جلب و با آن‌ها مذاکره کند چراکه این نهادها در برابر پذیرش فرمان‌های حکومتی مقاومت می‌کردند. جانشینان لوئی چهاردهم با بحران‌های بیشتری مواجه شدند: مشکلات بسیاری در دههٔ ۱۷۲۰ و پس از جنگ‌ها به وجود آمد که موفق نشدند آن‌ها را حل کنند. در دورهٔ سلطنت طولانی لوئی پانزدهم (حک. ۱۷۱۵–۱۷۷۴) درگیری‌ها با پارلمان‌ها ادامه پیدا کرد و منتقدانی مانند مونتسکیو هشدار می‌دادند که حکومت یک‌نفره به استبداد منجر خواهد شد. اختلافات بر سر مذهب و مالیات منجر به درگیری‌های سیاسی در دهه‌های ۱۷۵۰ و ۱۷۶۰ بین دولت و پارلمان‌ها شد. پارلمان‌ها مدعی بودند که از قوانین و منافع رعایا در برابر سلطنت دفاع می‌کنند. بین سال‌های ۱۷۶۳–۷۰ سلطنت تلاش کرد با پارلمان‌ها از در آشتی وارد شود و آنان را در دولت شریک کند، اما بنا به دلایل مختلف، چون درگیری دیرینه میان این دو نهاد و عدم وحدت رویه میان خود پارلمان‌های هر منطقه، این سیاست به شکست منجر شد. مشکلات اقتصادی پس از جنگ هفت‌ساله دوباره ظاهر شدند و در زمان صدارت تره (۱۷۷۰) و موپئو (۱۷۷۱) سلطنت ارادهٔ خود را کودتاوار بر پارلمان‌ها تحمیل کرد اما نتوانست اصلاحات مدنظرش را اجرا کند. تا سال ۱۷۷۴ که مرگ لوئی رسید، تنش همچنان زنده و برای جانشین بیست ساله‌اش به میراث مانده بود. لوئی شانزدهم (حک. ۱۷۷۴–۱۷۹۲) در سال ۱۷۷۴ پارلمان‌ها را به جایگاه پیشین بازگرداند، اما اعتبارشان آسیب دیده بود. نزد معاصران، امیدهای زیادی وجود داشت که او نظام سلطنتی را اصلاح خواهد کرد. اما این امیدها برآورده نشد. لوئی در آغاز سلطنت خویش از وزرای لیبرالی مانند تورگو حمایت کرد، اما در سال‌های آتی تمرکز خود را بر جنگ با بریتانیا (۱۷۷۸–۸۳) گذاشت که باعث افزایش بدهی‌ها شد. اختلافات در دربار اوج گرفت و انتقادات از هزینه‌های سرسام آور و نالازم از نو شنیده شدند. 

### زمینه‌های دیپلماتیک

ماری آنتوانت دو لورن-هابسبورگ، ملکهٔ فرانسه، و فرزندانش، پُرتره‌ای از لوئیز الیزابت ویژه لوبرن. ماری آنتوانت اهل اتریش، دشمن دیرین فرانسه، بود. این امر منجر به ترویج شایعاتی علیه او شد که به جلوهٔ نظام سلطنتی آسیب زد.

تحولات دیپلماتیک نقش عمیقی در وقایع منتهی به انقلاب فرانسه داشتند، اما تاریخ‌نگارانی که بر سویه‌های اجتماعی و سیاسی آن متمرکز بوده‌اند، گاه این موضوع را نادیده گرفته‌اند. پژوهش‌های اخیر نشان می‌دهد که اروپای قرن هجدهم شاهد تعادل قدرتی چندقطبی میان فرانسه، بریتانیا، اتریش، روسیه و پروس بوده‌است. پس از شکست در جنگ هفت‌ساله و از دست دادن امپراتوری مستعمراتی به بریتانیا، قدرت فرانسه رو به افول گذاشت. اما تحت رهبری شارل ورجنس، وزیر امور خارجه، فرانسه با حمایت از استقلال آمریکا، توسعه نیروی دریایی خود و متحد شدن با هلند، باری دیگر بریتانیا را به منازعه طلبید. اگرچه ورجنس به دنبال جلوگیری از جنگ با بریتانیا از طریق معاهدات تجاری بود، اما سیاست‌های تقابل‌جویانه او باعث افزایش هزینه‌های نظامی و تحریک بریتانیا شدند. این سیاست‌ها برای فرانسه پیامدهای منفی داشت زیرا پس از آنکه فرانسه نتوانست از جنبش میهن‌پرستان هلندی دفاع کند، بریتانیا در سال ۱۷۸۷ با تشکیل ائتلاف سه‌جانبه‌ای با پروس و هلند علیه منافع فرانسه، این کشور را تا حدی منزوی کرد. در نتیجه، اعتبار فرانسه در اثر این وقایع آسیب دید و ترس از وقوع جنگ بزرگی که فرانسه توان مالی آن را نداشت، گسترش یافت.
شایعاتی پخش شد مبنی بر اینکه بریتانیا مشغول طراحی حمله نظامی به فرانسه است. در عین حال، فرانسه متحد قدیمی خود عثمانی را نیز در برابر اتریش و روسیه رها کرد. اگرچه فرانسه برای پیوستن به ائتلاف دفاعی چهارجانبه با اتریش، روسیه و اسپانیا دعوت شده بود، اما رغبت زیادی به آن نداشت. دیپلماسی ضعیف فرانسه اینطور جلوه می‌داد که سیاست خارجی کشور توسط ملکه ماری آنتوانت با هدف تأمین منافع اتریش تنظیم شده‌است. ادعا می‌شد ماری آنتوانت با دزدی از خزانه و تضعیف روحیه میهن‌پرستی، فرانسه را تضعیف کرده و این امر منجر به تضعیف وجههٔ نظام کهن شد. بنابراین، بحران مالی که پشت شکست‌های سیاست خارجی فرانسه بود، نارضایتی عمومی را تشدید کرد تا سرانجام مردم در سال ۱۷۸۹ خواستار تغییرات ریشه‌ای و رادیکال در امور داخلی کشور شوند.

## در مسیر انقلاب

### بحران مالی
پس از اینکه اصلاحات کشاورزی تورگو شکست خورد و منجر به جنگ آرد شد، او به تاریخ ۱۲ مه ۱۷۷۶ به‌طور ناگهانی از سمتش برکنار و برنامه‌های اصلاحی بزرگش عمدتاً کنار گذاشته شدند. با این حال، سقوط تورگو بازگشت کامل به وضع سابق نبود. لوئی شانزدهم برای وزیر مالیه (عملا، صدر اعظم فرانسه) جدید خود، به سراغ ژاک نکر، منتقد بزرگ تورگو، رفت. نکر که بانکداری ژنوی بود، سیاست‌هایی عمل‌گراتر اما نوآورانه را دنبال می‌کردند. او یک عامی، خارجی و شگفت‌آورتر از همه، یک پروتستان بود. نکر معتقد بود که می‌تواند با کاهش هزینه‌های زائد و حذف مناصب غیرضروری، مشکلات مالی را حل کند. او امیدوار بود بتواند از مواجهه با پارلمان‌ها و افزایش مالیات‌ها اجتناب کند. نکر ریزجزئیات بودجه و هزینه‌های نظام سلطنتی را در دسترس عموم قرار داد تا نشان دهد که دولت قابل اعتماد است. اما مشکل فوری پیش پای او تأمین مالی درگیری فرانسه در جنگ استقلال آمریکا بود. پس از پیروزی بزرگ آمریکایی‌ها بر بریتانیا در ساراتوگا در اواخر سال ۱۷۷۷، لوئی شانزدهم فرانسه را به‌طور آشکار با آمریکایی‌ها علیه بریتانیا متحد کرد. جنگ نیازمند سرمایه‌گذاری عظیم در نیروی دریایی و استخدام دریانوردان ماهر بود و نکر وام‌های کلانی گرفت که بدهی فرانسه را به شدت افزایش داد.
تلاش فرانسوی‌ها موفق بود و دو گراس مانع از خروج کورنوالیس از یورک‌تاون شد که راه را برای پیروزی قاطع واشینگتن هموار کرد. اما پیروزی‌های دریایی بریتانیا امیدهای فرانسه برای کسب موقعیت مسلط امپریالیستی در اقیانوس‌ها را نقش بر آب کرد. معاهده پاریس در ۱۷۸۳ برای بریتانیا تحقیرآمیز بود اما سود اندکی برای فرانسه داشت. متحد شدن فرانسه با شورشیان آمریکایی تبعات داخلی هم به باور آورد. استخدام سیاهپوستان آزاد کارائیب برای شرکت در حملهٔ ناموفق به جورجیا به آن‌ها تجربه نظامی و رؤیای کسب حقوق برابر داد. افسران فرانسوی بازگشته از آن سوی آب‌ها با شور و شوق از فضایل جمهوری و پیروزی کشاورزان سادهٔ آمریکایی بر بریتانیای مغرور یاد می‌کردند. تصویر آمریکا به عنوان جامعه‌ای مبتنی بر مساوات در آثاری چون نامه‌های یک کشاورز آمریکایی کرووکور جلوه می‌کرد. ترجمه‌های اعلامیه استقلال آمریکا و قانون اساسی ایالت‌ها برای برخی نویدبخش آزادی‌های جمهوری‌خواهانه در فرانسه بود.
پس از جنگ، اصلاحات نکر مخالفانی برای او به وجود آورده بود؛ او از پادشاه درخواست کرد که یا تمام و کمال حمایتش کند، یا استعفایش را بپذیرد. لوئی شانزدهم گزینه دوم را برگزید. با این وجود، خلاصهٔ مالی هزینه‌های سلطنت که نکر در سال ۱۷۸۱ منتشر کرده بود، به کتابی پرفروش تبدیل شده و به‌طور بی‌سابقه‌ای درآمدها و هزینه‌ها را عمومی کرده بود. اگرچه نکر مدعی بود که دخل از خرج در زمان او فزونی یافته‌است، اما منتقدان می‌گفتند او هزینه‌های جنگ را لحاظ نکرده‌است. پس از نکر، کالون به عنوان وزیر مالیه منصوب شد. او وعده می‌داد از طریق رشد اقتصادی—و نه اصلاحات—ثبات مالی به ارمغان خواهد آورد. اما دیر نبود زمانی که کالون در سال ۱۷۸۶ هشدار داد ورشکستگی انتظار کشور را می‌کشد.

### مجمع اعیان و بحران ۱۷۸۷–۱۷۸۸
کالون طرفدار سلطنت مطلقه بود و با دفاع از قدرت پادشاه و اصول نظام موجود برای خود نامی دست و پا کرده بود، لیک حال می‌بایست راهی برای تغییرش می‌یافت. او در نطقی طولانی به سال ۱۷۸۶ طرح اصلاحات رادیکالی را به لوئی شانزدهم پیشنهاد کرد و خواستار لغو امتیاز مالیاتی اشراف و روحانیون و جایگزینی نظام مالیاتی پیچیده فعلی با نظام مالیاتی واحد بر تمام مالکان زمین شد. او همچنین پیشنهاد کرد مجامع استانی با حضور نمایندگان طبقهٔ سوم (عامهٔ مردم) برای مشورت در خصوص سیاست‌ها تشکیل شود. برای تصویب این اصلاحات، کالون نیازمند تشکیل مجمع اعیان—متشکل از اشراف، روحانیون، قضات و مقامات برجسته—بود تا این طرح را تصویب کنند. پادشاه با اکراه پذیرفت و مجمع اعیان در فوریه ۱۷۸۷ تشکیل شد. با این حال، اعیان طرح کالون را رد و اعلام کردند که تنها مجلس مطبقات می‌تواند مالیات‌های جدید را تصویب کند. مجلس طبقات، شورایی متشکل از نمایندگان سه طبقهٔ جامعه بود که به ندرت فراخوانده می‌شد. اعتراض‌هایی نیز در مورد تهدید وسیع‌تری که اصلاحات کالون برای امتیازات اشرافی و سلسله‌مراتب جامعه فرانسه ایجاد می‌کرد، به وجود آمد.
در همین حال، طرفداران نکر، کالون را مقصر بحران جلوه می‌دادند و بازگشت نکر را راه حل مشکلات می‌دانستند. کالون تلاش کرد با کمک فشار افکار عمومی طرحش را به کرسی نشاند که سبب شد پادشاه او را مرخص و لومنی دو برن را جانشینش کند. دو برن بنا را به مذاکره با اعیان و پارلمان‌ها گذاشت، اما اینان بر موضع خود مبنی بر اینکه تصویب قوانین جدید تنها در اختیار مجلس طبقات است، تأکید کردند. خارج از حلقه‌های قدرت، افرادی همچون ژاک پیر بریسو تشکیل مجلس طبقات را فرصتی برای اصلاحات جسورانه‌تر می‌یافتند. بریسو، روزنامه‌نگار اصلاح‌طلب، خواستار تغییراتی چون حقوق شهروندی برای یهودیان و الغای برده‌داری بود. انقلابیون آینده مانند لافایت، کندورسه و میرابو نیز در بحث‌های پیرامون این مجلس حاضر بودند و نمایندگان را به انجام تغییرات بزرگ‌تر تشویق می‌کردند.
دو برن مجلس اعیان را منحل و اعضای پارلمان پاریس را تبعید کرد اما باعث نشد مقاومت دادگاه‌ها در برابر اصلاحات مالیاتی به پایان برسد. دو برن قول داد اگر مالیات‌های جدید اجرا شوند، مجلس طبقات طی پنج سال آینده فراخوانده خواهد شد، ولی مخالفان وعدهٔ او را نپذیرفتند. در اواخر ۱۷۸۷، فرانسه از حمایت از جنبش میهن‌پرستان هلندی در برابر تهاجم پروس عاجز ماند که موجب تحقیر سلطنت فرانسه شد. در ۱۷۸۸، دو برن و لاموینیون تلاش بیشتری برای اصلاح نظام قضایی به منظور کاهش قدرت پارلمان‌ها کردند، اما پارلمان پاریس اعلامیه‌ای صادر کرد مبنی بر اینکه قوانین اساسی مانند تشکیل منظم مجلس طبقات، بالاتر از قدرت پادشاه هستند. دولت دو عضو پارلمان را دستگیر کرد که خشم عمومی را برانگیخت. در طول این بحران سیاسی، منتقدانی مانند بریسو، میرابو و امانوئل سیس از طریق نشریات و رسائل، امتیازات اشراف و روحانیون و استبداد سلطنت را مورد حمله قرار داده و خواستار آزادی، اعمال محدودیت‌های مشروطه بر قدرت پادشاه و حضور نمایندگان ملت در مجلس طبقات شدند.

### نخستین خشونت‌ها و انتخابات مجلس طبقات
در تاریخ هفتم ژوئن ۱۷۸۸، مردم شهر گرونوبل در استان دوفینه برای مخالفت با تلاش‌های دولت برای تحمیل اصلاحات قضایی خیابان‌ها و دروازه‌های شهر را مسدود کردند. آنان با سنگ به سربازان پادشاه حمله برده و قوای دولتی نیز بر آنان آتش گشودند. خانهٔ فرماندهٔ سلطنتی غارت شد و او چاره‌ای نیافت جز اینکه قضات بازداشتی را آزاد کند. این واقعه اولین شورش بزرگ خشونت‌آمیز انقلابی در فرانسه بود. این وقایع درحالی روی دادند که دو برن و لاموانیون پیش‌بینی کرده بودند مردم عادی از اصلاحاتشان حمایت خواهند کرد. پس از این اتفاقات، قاضی محلی ژان ژوزف مونیه که عضو طبقهٔ سوم بود، با حضور طبقات ممتاز و مقامات محلی جلسه‌ای تشکیل داد و خواستار اصلاحاتی همچون برپایی مجمع ملی شد. در جلسهٔ بعدی در ویزیل، آن‌ها پیشنهاد «دو برابر کردن تعداد نمایندگان طبقهٔ سوم» در هر نهاد ملی جدیدی که قرار است تأسیس شود مطرح کردند تا افراد عادی سهم برابر داشته باشند.
مقاومت مشابهی در بخش‌های دیگر فرانسه علیه اصلاحات قضایی به وجود آمد. با مخالفت پارلمان‌ها و افکار عمومی، دو برن و مخالفانش هر دو پی برده بودند که تنها راه حل بن‌بست، تشکیل مجلس طبقات است. او موضوع را با پادشاه مطرح کرد، اما لوئی می‌ترسید اگر چنین مجلسی تشکیل شود، به تصویب مالیات‌های جدید محدود نخواهد ماند و برای سلطنتش خطرآفرین باشد. با این وجود، دو برن نهایتاً در پنجم ژوئیه ۱۷۸۸ اعلام کرد که مجلس طبقات فراخوانده خواهد شد و پادشاه نیز فردای آن روز حمایتش را اعلام کرد. دو برن سانسور مطبوعات را معلق کرد تا مردم نظراتشان را دربارهٔ نحوهٔ برگزاری مجلس اعلام کنند.
بحران مالی همچنان دامنگیر سلطنت و خزانه عملاً خالی بود. چاره‌ای جز بازگرداندن وزیر مالیه سابق ژاک نکر وجود نداشت و او اوت ۱۷۸۸ به جایگاه خود بازگشت تا وام‌های کوتاه مدتی دریافت کند. بحران سیاسی و مالی، همزمان شد با بحران ناشی از رشته‌ای از برداشت ناموفق محصول که کمبود غلات و افزایش قیمت نان را سبب شد. این اوضاع بی‌ثباتی را تشدید کرد زیرا دهقانان در تنگنا بودند و از گرسنگی می‌ترسیدند. مقامات محلی نمی‌دانستند چگونه واکنش نشان دهند. آماده‌سازی برای تشکیل مجلس طبقات در ۱۷۸۹ در چنین شرایط آشفته‌ای صورت می‌گرفت.
پارلمان پاریس به مجرد از سر گرفتن فعالیت‌هایش، اعلام کرد که مجلس باید از رسوم سال ۱۶۱۴، آخرین مرتبه‌ای که تشکیل شده بود، پیروی کند: یعنی هر سه طبقه روحانیت، اشراف و عوام آرای یکسانی داشته باشند—بدین ترتیب نمایندگان طبقات ممتاز دو برابر نمایندگان عوام خواهند بود. این اعلامیه باعث خشم مردم شد، چراکه به عنوان تلاشی برای تحکیم امتیازات اشرافی و جلوگیری از انجام اصلاحات دیده می‌شد. پادشاه برای دومین بار مجمع اعیان را فراخواند اما این بار نیز مجمع موضعی محافظه‌کارانه اتخاذ و نظر پارلمان پاریس را تأیید کرد. لیکن با این تحولات، طبقه سوم صدایش را برای تغییر رساتر کرده بود و در شوراهای محلی قطعنامه‌هایی در تأیید اصلاحاتی مانند دو برابر کردن نمایندگی‌شان صادر می‌کردند.
لوئی و نکر طرف عوام را گرفتند و اعلام کردند طبقه سوم، ششصد نماینده خواهد داشت—به اندازهٔ مجموع دو طبقهٔ دیگر، اما اشراف و روحانیون می‌توانستند به عنوان نماینده طبقهٔ سوم نامزد شوند. همچنین مشخص نکردند که این مجلسی یکپارچه خواهد بود، هر طبقه جداگانه رای خواهد داد (چه در صورت جدا بودن، تعداد نمایندگان عوام اهمیتی نمی‌داشت). قرار شد شوراهای منتخبی نمایندگان هر منطقه را انتخاب کنند. این انتخابات در ژانویهٔ ۱۷۸۹ در برتانی به خشونت کشیده شد، ولی در مناطق دیگر اوضاع آرام‌تر بود. قوانین برای دو طبقهٔ ممتاز منجر شد اشراف بلندمرتبه و محافظه‌کار و روحانیون فقیرتر نمایندگان بیشتری داشته باشند، چون تعداد کشیش‌های روستایی به مراتب بیشتر از اسقف‌ها بود. در طبقهٔ سوم، نیاز به نوشتن عریضه باعث شد اغلب افراد باسواد بتوانند نامزد شوند. بیش از نیمی از نمایندگان طبقه سوم قضات و وکلا بودند. تحصیل‌کردگانی چون پزشکان و استادان نیز نماینده داشتند اما تعداد کمی بازرگان بودند. میرابو ابتدا برای کسب کرسی در طبقهٔ اشراف تلاش کرد، اما وقتی شکست خورد، به عنوان نمایندهٔ عوام وارد مجلس شد. در طول انتخابات، میلیون‌ها نفر برای اولین بار تجربهٔ بحث‌های آزاد سیاسی را به دست آوردند. امیدها بالا بود اما ترس‌ها نیز. طبقهٔ سوم می‌ترسید ممتازین مانع برابری و اصلاحات شوند. نخبگان از خشم عامه در هراس بودند. رفع تمامی این بیم‌ها چالش‌برانگیز بود. مجلس طبقات در فضایی پر از تردید برپا می‌شد.

## گاه‌شمار انقلاب

۱۴ ژوئیه ۱۷۸۹؛ بسیاری از تاریخ‌نگاران، یورش انقلابیون به زندان باستیل را که مظهر قدرت مطلق سیاسی و نظامی لوئی شانزدهم بود، نقطهٔ آغاز انقلاب فرانسه تلقی می‌کنند.

اگر آغاز انقلاب را دست بالا «ماه مه ۱۷۸۹» یعنی هنگامی‌که شاه فرمان انعقاد مجلس اصناف را پس از ۱۷۵ سال داد، بدانیم و پایان آن را «سال ۱۸۰۴»، سال امپراتوری ناپلئون، در این صورت می‌توان مروری اجمالی بر گاهشمار انقلاب نمود:
مه ۱۷۸۹
پادشاه فرانسه، لوئی شانزدهم، اعضای مجلس عمومی طبقاتی رابه کاخ ورسای فرا می‌خواند. این اولین نشست این مجلس پس از سال ۱۶۱۴، در دوران لوئی سیزدهم، است؛ و از آن‌ها می‌خواهد تا بحران مالی کشور را مهار کنند.
ژوئن ۱۷۸۹
۱۷ ژوئن: طبقه متوسط مجلس موسوم به طبقه سوم از مجلس اصناف، جدا می‌گردند و خود را به عنوان مجمع ملی اعلام می‌نمایند.
۲۰ ژوئن: همهٔ اعضای مجمع ملی، بجز یک نفر، در زمین تنیس قصر پادشاه در ورسای تحصن می‌کنند و قسم یاد می‌کنند تا قانون اساسی جدید را تدوین کنند.
۱۴ ژوئیه ۱۷۸۹
صبح روز سه‌شنبه، اوباش و انبوه خشمگین مردم پاریس با شنیدن اینکه سربازان پادشاه در راه هستند، سی هزار تفنگ سرپر را از زرادخانه سلطنتی در هتل اَنوالید، می‌دزدند و به زندان باستیل هجوم می‌برند.
اوت ۱۷۸۹
۴ اوت: مجلس ملی حقوق فئودالی را لغو می‌کند.
۲۶ اوت: مجمع ملی، بیانیه حقوق بشر و شهروندان فرانسه را تصویب می‌کند. بر طبق این بیانیه، آزادی، یک حق طبیعی محسوب و تساوی تمام شهروندان در برابر قانون تضمین می‌گردد.
۵ اکتبر ۱۷۸۹
کمبود مواد غذائی و شورش‌ها ادامه می‌یابند. در پنجم اکتبر جمعیتی از مردم که اکثر آن‌ها را زنان تشکیل می‌دادند از پاریس به سمت قصر پادشاه در ورسای، راهپیمایی و تقاضای نان می‌کنند. آن‌ها اعضای خانواده سلطنتی را به عنوان اسیر با خود به کاخ تویلری، در پاریس که بیش از یک قرن کسی در آن نبود، می‌برند.
نوامبر ۱۷۹۰
۲ نوامبر: دولت دارایی‌های کلیسا را مصادره می‌کند.
سال ۱۷۹۱
۲۱ ژوئن: پادشاه و خانواده اش سعی در فرار از فرانسه دارند، اما در شهر مرزیِ وارن دستگیرشده و به فرانسه رجعت داده می‌شوند. هزاران تن از اشراف‌زادگان، کشیش‌ها و افسران ارتش که مخالف انقلاب هستند، فرانسه را ترک می‌گویند.
۱۴ سپتامبر: لوئی شانزدهم، قانون اساسی جدید را امضا نموده و بدین ترتیب سلطنت مشروطه را می‌پذیرد.
آوریل ۱۷۹۲
فرانسه علیه اتریش و پروس که برای حمایت از پادشاه فرانسه، نقشه حمله به فرانسه را داشتند، اعلان جنگ می‌کند. این آغاز جنگ‌های انقلابی علیه نیروهای مشترک اتریش، پروس، انگلستان و اسپانیا است. آن‌ها تا سال ۱۸۰۲ به مبارزه خود ادامه می‌دهند.
اوت ۱۷۹۲
ژاکوبنها و انقلابیون افراطی پادشاه را عزل و دستگیر می‌نمایند؛ و پس از آن اعدام‌های انقلابی آغاز می‌گردد.
۲۲ سپتامبر ۱۷۹۲
انتخابات بر پا می‌گردد. برای اولین بار در تاریخ فرانسه، هر فرانسوی از حق رأی برخوردار است. رژیم پادشاهی از میان می‌رود و در فرانسه یک جمهوری و دولت مردمی اعلام می‌گردد. از این پس، حتی پادشاه لوئی شانزدهم نیز یک شهروند خوانده می‌شود. شروع تقویم انقلاب از ۲۲ سپتامبر است.
۲۱ ژانویه ۱۷۹۳
در یازدهم ژانویه لوئی شانزدهم به جرم خیانت و شرکت در توطئه با قدرت‌های خارجی گناهکار شناخته شده و ۱۰ روز بعد اعدام می‌گردد.
۵ سپتامبر ۱۷۹۳
آغاز دوره وحشت و ترور در فرانسه؛ ژاکوبین‌ها، گروهی انقلابی افراطی به رهبری ماکسیمیلیان روبسپیر، قدرت را در دست می‌گیرند. این دوره ۱۰ ماه بطول می‌انجامد.
۱۶ اکتبر ۱۷۹۳
همسر لوئی شانزدهم، ماری آنتوانت، اعدام می‌گردد.
۲۸ ژوئیه ۱۷۹۴
با اعدام روبسپیر و ۲۱ تن از یارانش دوره وحشت پایان می‌پذیرد و از آن به ترمیدور یاد می‌کنند.
سال ۱۷۹۵
۲۲ اوت: قانون اساسی سال ۱۷۹۵ به تصویب می‌رسد.
اکتبر: قرار داد صلح با پروس و هلند و چند ماه بعد با اسپانیا به امضاء می‌رسد. یک دولت جدید به نام دیرکتوار (هیت مدیره) تشکیل می‌یابد. متشکل از پنج مقام اجرایی و دو حقوقدان عالیرتبه. این دولت چندان موفق نیست و نارضایتی به‌وجود می‌آورد.
سال ۱۷۹۹
ناپلئون بناپارت، یک ژنرال ارتش انقلابی، قدرت را در دست می‌گیرد. دولت به ناچار کناره‌گیری می‌کند. ناپلئون به‌سرعت امنیت را برقرار می‌سازد و خود را اولین کنسول می‌خواند.
سال ۱۸۰۲
ناپلئون به عنوان کنسول اول مادام العمر، انتخاب می‌گردد.
۲۸ مه ۱۸۰۴
ناپلئون خود را امپراتور فرانسه و همسرش ژوزفین را امپراتریس اعلام نمود.

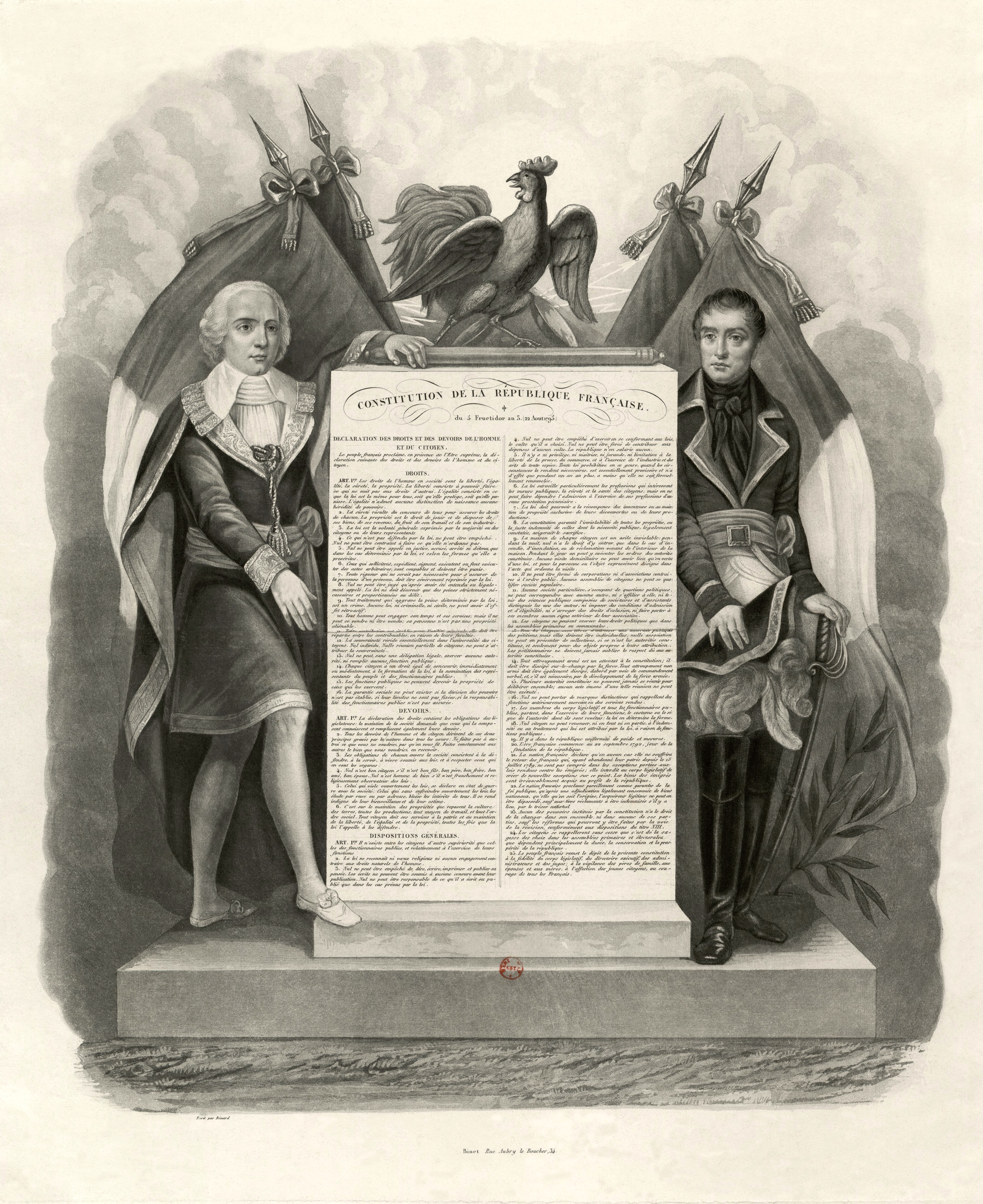
منشور حقوق بشر (اعلامیه حقوق و وظایف انسان و شهروند) از قانون اساسی فرانسه در سال ۱۷۹۵.

## مجمع ملی
در ابتدا مجمع از روشنفکران تشکیل شده بود ولی به تدریج تندروها به آن راه یافتند و این زمینه‌ساز آغاز عصر ترور شد.

## مجلس مؤسسان ملی

### سقوط باستیل
باستیل نام زندان بزرگی بود در پاریس که بسیاری از مخالفان دولت و سلطنت در آن زندانی بودند. این زندان با یورش مردم در ۱۴ ژوئیه ۱۷۸۹ سقوط کرد. کمی پس از ظهر، جمعیت پل متحرک اول را ویران ساخت. افراد گارد ملی هم کمک کرده و پل متحرک دوم را ویران ساختند. مدافعان باستیل به جمعیت تیراندازی کردند اما بی‌فایده بود و نیروهای مهاجم به داخل دژ سرازیر شده و فرماندهٔ باستیل، لونا، را اعدام کردند و باستیل را به آتش کشیدند و برای همیشه آن را از بین بردند. آنچنان که امروزه از آن، تنها میدان بزرگی به نشانه آن باقی است. بسیاری، سقوط زندان باستیل را اولین جرقه انقلاب می‌دانند.

### لغو نظام فئودالی و پیش‌نویس قانون اساسی
۲۰ روز پس از سقوط باستیل، مجلس اصناف فرانسه، به منظور آرام‌سازی جنگ و آشوب داخلی، در شب چهارم اوت، نظام فئودالی را برای همیشه لغو کرد. مجلس اصناف، بیگاری کشیدن از رعیت را از نشان‌های فئودالیته دانست و عشریه کلیسا را نیز برداشت. بدین ترتیب امتیازات صدها ساله اشراف و کلیسا از میان برداشته شد. در روز چهارم اوت اعلامیه حقوق بشر و شهروندی فرانسه نوشته شد و بنا شد تا در مقدمه قانون اساسی بعدی گنجانده شود تا حقوق شاه و ملت را تعیین نماید.
در پنجم اکتبر، حدود ساعت نه، انبوه زنان کارگر و خشمگین پاریسی از بخش‌های فقیرنشین جلوی شهرداری گرد آمده و تقاضای نان کردند. آن‌ها به داخل ساختمان هجوم آورده و نگهبانان را خلع سلاح کردند و به جمع‌آوری اسلحه پرداختند. وقتی به آن‌ها گفته شد کمون نمی‌تواند به آن‌ها کمک کند، عازم ورسای شدند، در حالی که تعدادی از مردان به نشانه همدردی با آنان همراه شده بودند. جمعیت در حدود ساعت ۵:۳۰ به ورسای و تالار مجلس رسیدند. آنان شاه و اعضای خانواده سلطنتی را مجبور کردند، به پاریس بیاید. شاه با پشتیبانی گارد ملی، به کاخ تویلری در مرکز پاریس آمد. جایی که یک قرن کسی در آن ساکن نبود.

### ضبط دارایی های کلیسا
شاه در موقع انتخاب وکلای ملت بر آن بود که به دست آن‌ها امور مالی را منظم سازد و مجلس جز به کار مالیه به چیزی نپردازد. اما مجلس پیش از شروع به این جزئیات اصول مهم قانون اساسی را وضع نمود، سپس عطف توجه به مالیه کرد. نمایندگان پیشنهادی چند برای رفع بحران مالی تقدیم کردند از قبیل استقراض جدید، اعانه اختیاری تخصیص یک چهارم عایدات عمومی اما در عمل هیچ‌یک از این وسایل مؤثر نیفتاد و چون ورشکستگی مالی به درجه آخر رسید جمعی از نمایندگان که مقدم آنان کشیش اوتون موسوم به تالیران بود به یاری و پشتیبانی میرابو و سی‌یس پیشنهاد کردند که املاک روحانیون را به نفع دولت ضبط کنند(۱۰ اکتبر ۱۷۸۹) و بنای پیشنهاد خود را این اصل قرار دادند که در قرن شانزدهم نیز مجلس عمومی طبقات اظهار کرده بودند از این قرار که روحانیون فقط حق استفاده از املاک کلیسا را دارند و مالک محسوب نمی‌شوند، مقصود و نیت وقف کنندگان خیرات و مبرات عمومی بوده که با این موقوفات روحانیون به ترویج دین و ایجاد و ترمیم کلیسا و مریضخانه و مدرسه و غیره بپردازند پس با حفظ نیت واقفین یعنی تأمین مصارف خیریه دولت می‌تواند املاک مزبور را مستقیماً ضبط کرده و در محل مشروع آن که منافع عمومی باشد خرج کند.  جمعی کثیر از نمایندگان طبقه روحانی هم با این اصل موافقت کرده و پیشنهاد مزبور با اکثریت در مجلس پذیرفته شد، پس مجلس در ۲ نوامبر ۱۷۸۹ قانونی به عبارت ذیل وضع نمود:
املاک کلیسا در اختیار ملت است و ملت مستقیماً چنان‌که باید و شاید مصارف مراسم مذهبی و حقوق روحانیون و مخارج نگهداری فقرا را خواهد پرداخت و این اقدام را برحسب اجازه و در تحت نظارت انجمن‌های ایالات و ولایات انجام خواهد داد.
به این ترتیب مجلس رسماً در مملکت فرانسه موسسات خیریه را دایر ساخت و با تادیه مستمری منظم موجبات ادای مراسم دینی را در سرتاسر فرانسه تأمین و فراهم می‌کرد و از این محل مبلغ صد میلیون اعتبار تصویب کرد که بعدها به هشتاد میلیون تقلیل یافت.
در تابستان ۱۷۹۰ اصلاحات دیگری به تصویب مجلس رسید در آن دوران کلیسا صاحب یک پنجم زمین‌های فرانسه بود و هیچ‌گونه مالیاتی پرداخت نمی‌کرد، مقصود این بود که با فروش این زمین‌ها دولت مشکل پولی را حل کند، مجلس بعدها قانونی تصویب کرد که به روحانیون حقوق بدهد که از حکومت جدید اطاعت کنند پاپ بی‌درنگ آن را محکوم کرد و آن را حمله به نمایندگان خدا نامید و گفت که حمله بزرگی به کلیسا صورت گرفته و روحانیون مجبور شدند یا کلیسا را انتخاب کنند یا انقلاب را که عده بیشتری از آنان کلیسا را انتخاب کردند.

### فرار خانوادهٔ سلطنتی به وارناس
خانواده سلطنتی در ژوئن ۱۷۹۱ در لباس پیش‌خدمت اقدام به فرار کردند که دستگیر شدند. این واقعه انقلاب را از اعتدال به افراط سوق داد و رادیکالیسم را وارد مرحله جدی کرد.

### کامل شدن قانون اساسی
مجلس مؤسسان قانون اساسی جدید را در ۱۳ سپتامبر ۱۷۹۱ منتشر کرد و حکومت مشروطه سلطنتی را با یک مجلس به رسمیت شناخت.

## مجمع قانون گذار، کنوانسیون و فروپاشی سلطنت

### اعدام لویی شانزدهم
دوره مشروطیت دوامی نیاورد و لوئی شانزدهم طی شورش ۱۰ اوت ۱۷۹۲ عزل و جریان جمهوری‌خواهی چیره شد. جمهوری اول فرانسه در ۲۲ سپتامبر ۱۷۹۲ اعلام گشت. پس از اعلام جمهوریت، مجلس قانون‌گذار جای خود را به کنوانسیون ملی فرانسه داد تا قانون اساسی جمهوری فرانسه را تهیه کند. لویی شانزدهم به رأی همین کنوانسیون بود که در ۲۱ ژانویه ۱۷۹۳ اعدام شد.

### جنگ
در سال ۱۷۹۲ اتریش برای مقابله با انقلابیون فرانسه به این کشور حمله کرد. تا سال ۱۷۹۵ فرانسه به تدریج وارد جنگ با همه همسایگان خود شده بود و سرزمین‌های ساوی، بلژیک، و ساحل غربی رود راین را تصرف کرده و به خاک خود ملحق کرده بود.

### دورانحکمرانی وحشت(ترور)

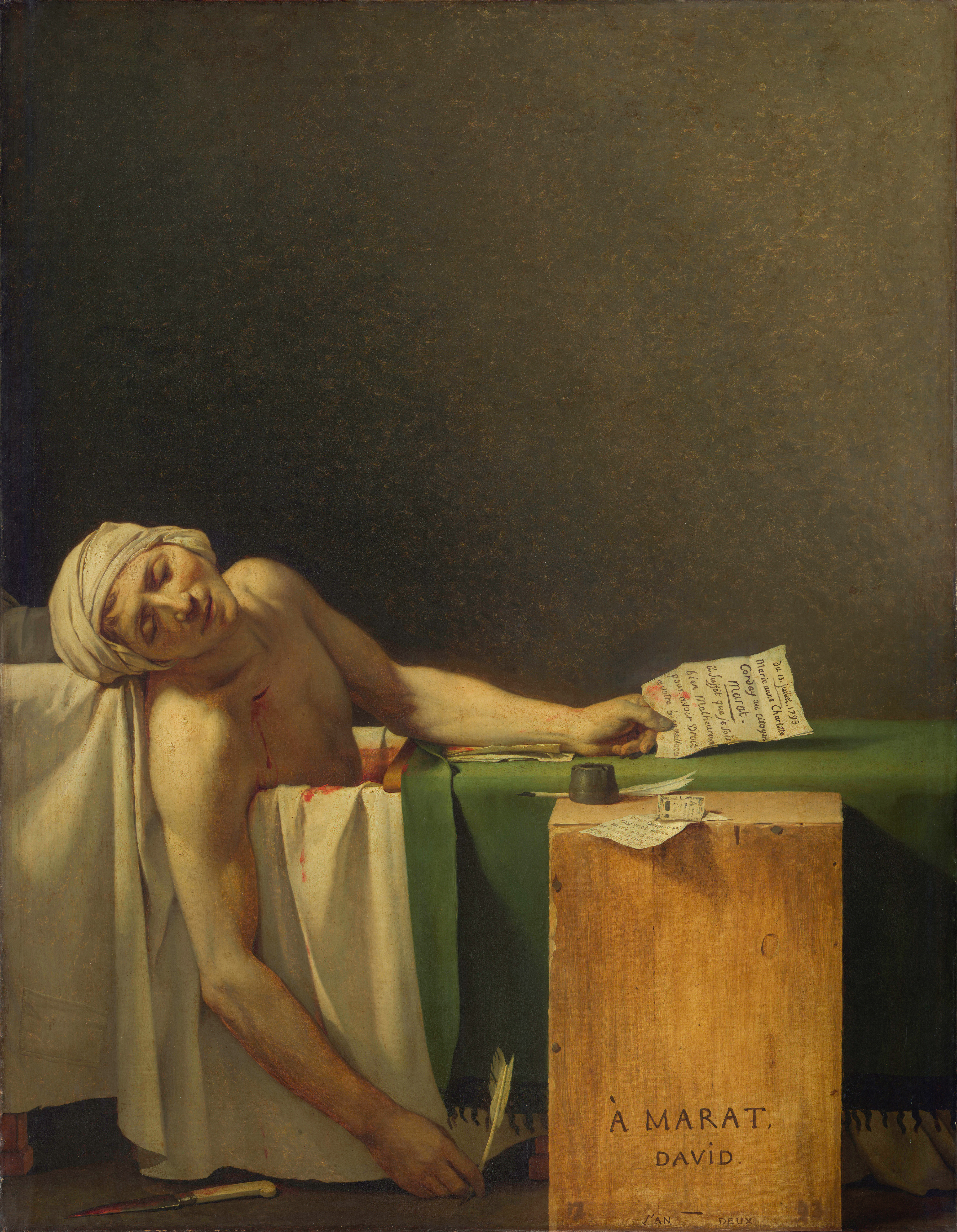
مرگ مارا (۱۷۹۳) اثر ژاک لوئی داوید، از ماندگارترین تصاویر انقلاب کبیر فرانسه

از دوران روبسپیر به دوران ترور(وحشت) انقلاب یاد می‌کنند. یکی از افتخارات مجلس در این دوران، اختراع دستگاهی بود که به نام سازنده‌اش گیوتین نام گرفته بود و به زودی به «ماشین مرگ انقلاب» لقب یافت. در این دوران بسیاری از مردم به عنوان دشمن مردم و مخالفان جمهوری و آزادی دستگیر، محاکمه و فوراً به دست گیوتین سپرده شدند.

## دیرکتوار
قانون اساسی ۱۷۹۵ رهبری فرانسه را به یک هیئت مدیره پنج نفره به نام دیرکتوار می‌سپرد که این رژیم تا کودتای ۹ نوامبر ۱۷۹۹ و روی کار آمدن ناپلئون بناپارت ادامه داشت.

### پیروزی‌های نظامی و روی کار آمدن ناپلئون
از سال ۱۷۹۵ که دیرکتوار رهبری فرانسه را به عهده گرفت ارتش فرانسه به فرماندهی ناپلئون بناپارت به پیروزی‌های پی‌درپی دست یافت. در ۱۷۹۵ صلح بال میان فرانسه، هلند و پروس امضا گشت و در ۱۷۹۷ معاهده کامپوفورمیو میان فرانسه و اتریش منعقد گشت.
ناپلئون پس از بازگشت پیروزمندانه خود از ایتالیا و مصر در ۱۷۹۷ و ۱۷۹۸ از نوعی قدرت کاریزماتیک برخوردار بود و به همین پشتوانه در جریان کودتای ۱۸ برومر دیرکتوار را کنار زد و خود با عنوان کنسول اول فرانسه در راس هرم قدرت قرار گرفت.